# Los Dolores de Beniaján
Los Dolores es una pedanía pertenece al municipio de Murcia en la Región de Murcia, España, próxima a la ciudad. Surgió en 1957 como una escisión de Beniaján y San Benito. Cuenta con una población de 5164 habitantes (INE 2022) y una extensión de 3,149 km². Su núcleo se encuentra ya prácticamente anexo a la capital, conformando un barrio periférico de la misma.
La expansión de la ciudad de Murcia fuera de los límites de su distrito ha hecho que determinadas infraestructuras, como la Ciudad de la Justicia, se hayan construido en territorio de la pedanía.

## Geografía
Limita con las siguientes pedanías y distritos del municipio de Murcia:
- al oeste: barrio del Infante Juan Manuel
- al norte: barrio de Vistabella y Puente Tocinos
- al este: Beniaján
- al sur: San Benito, Los Garres y Lages y San José de la Vega.

Sus núcleos de población son Los Dolores, La Azacaya, Carril de la Enera y Rincón de los Ciegos.

## Historia

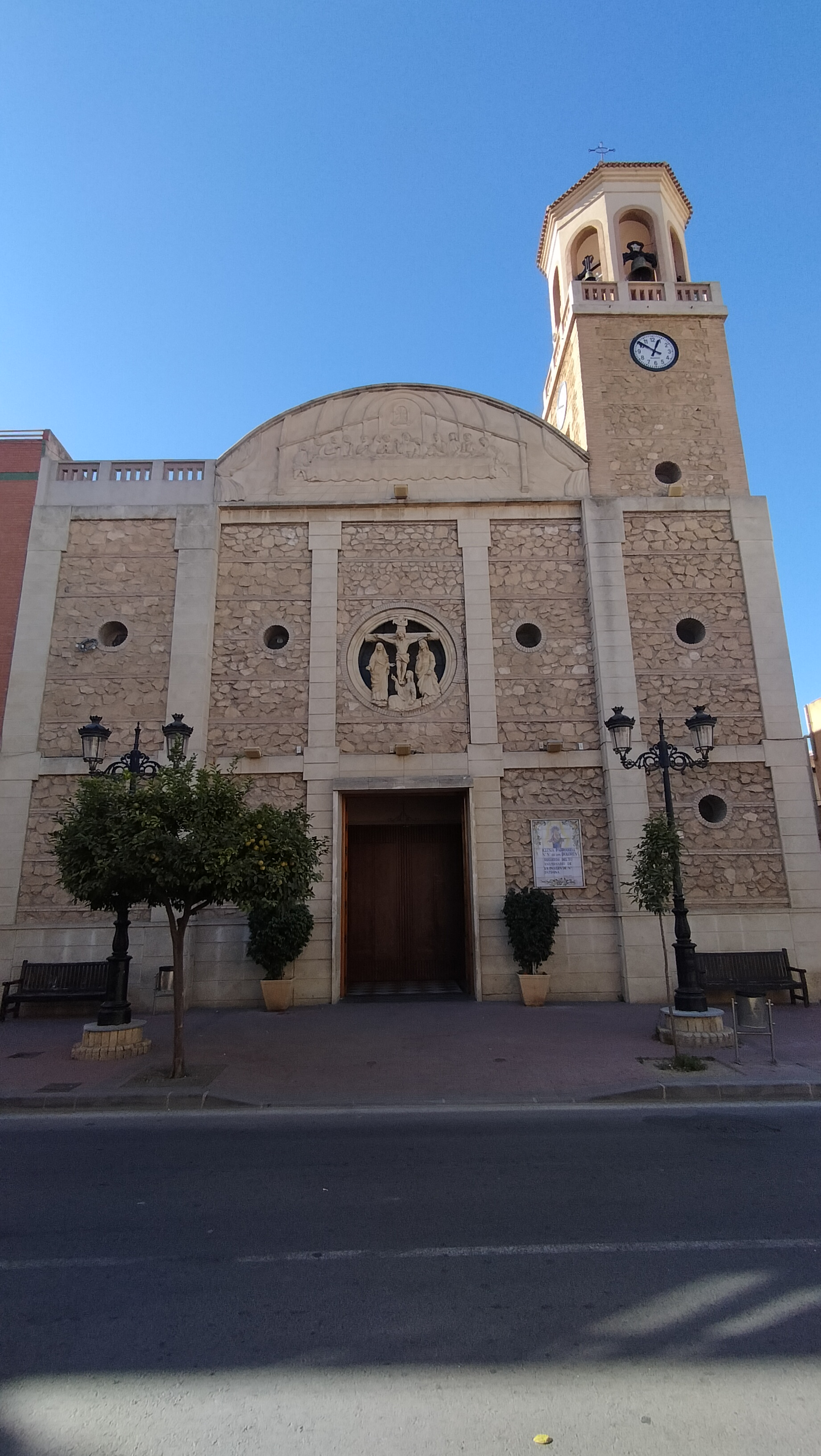
Fachada de la iglesia de Los Dolores

El primer dato histórico de lo que hoy es el núcleo principal de Los Dolores aparece en el Diccionario geográfico-estadístico-histórico de España y sus posesiones de Ultramar de Pascual Madoz publicado en 1850. El autor alude a la existencia de varias ermitas en Beniaján entre las que se encontraba la de Nuestra Señora de Los Dolores. Dicha ermita formaba parte de una casa o hacienda localizada entre las actuales calles Alhambra, Mayor y Purificación Pardo que era propiedad, al igual que las tierras colindantes, de la familia Pardo. Esta fue la única construcción que hubo en la zona hasta los años 1920 momento en el cual los terrenos aledaños a la ermita fueron vendidos y edificados.
El incremento de la población dio lugar a la disociación del núcleo en dos partidos, el de Beniaján y el de San Benito, haciendo de límite la actual calle Mayor de la pedanía. En esta época el lugar comenzó a llamarse ermita de Los Dolores y era gestionado por algunos vecinos denominados Hermanos Mayores.
En los padrones de 1950 y 1955 aparece como parte integrante del término de Beniaján la diputación de La Azacaya en la que constaba como núcleo de población la ermita nueva de Los Dolores. Esto se debe a que en ese momento La Azacaya era un núcleo más antiguo y poblado que Los Dolores a pesar de carecer de ermita. Fue dos años más tarde, el 27 de octubre de 1957, cuando debido a la necesidad de los vecinos de una comunicación más directa y autónoma con la adminubistración municipal, La Azacaya alcanza la segregación de Beniaján y San Benito y nace como pedanía del municipio de Murcia siendo su primer alcalde pedáneo D. Manuel Muñoz.
Posteriormente, el 23 de noviembre de 1960 el Pleno del Ayuntamiento de Murcia acordó cambiar el nombre de la pedanía de la Azacaya por el de Los Dolores. Ese mismo año el padrón reflejaba una población de 2.803 habitantes, cifra que ha tenido una progresión constante al alza hasta alcanzar los actuales 4.932 habitantes.

## Economía
La economía de Los Dolores tiene un carácter eminentemente terciario, sector que se ve ampliamente representado en la gran cantidad de comercios presentes en la pedanía y, sobre todo, en los numerosos negocios de distribución y venta al por mayor situados a lo largo de la avenida de la Región Murciana que no llegan a conformar, sin embargo, un polígono industrial propiamente dicho.
La industria se concentra sobre todo en el polígono industrial Comurpa, compartido con las vecinas pedanías de Beniaján y Garres y Lages. Se trata del segundo sector en importancia, en el que predominan la industria de la madera y la del metal.
Por último, el sector primario ha ido perdiendo peso gradualmente debido a la segregación de las fincas y al abandono de los cultivos por su escaso rendimiento económico. En la actualidad, las huertas son cultivadas a modo de pasatiempo o de tradición más que por el beneficio que se obtiene de ellas, a menudo nulo. Son varias explotaciones de ganado vacuno las que mantienen activo este sector en la pedanía.

## Equipamientos
A la hora de enumerar los equipamientos presentes en Los Dolores hay que diferenciar entre aquellos propios de la pedanía y los situados en la zona más cercana a Murcia (de la que le separa la Ronda Sur), que pueden considerarse como propios de ésta en terrenos de Los Dolores y que son una muestra más del progresivo avance de la capital. A este último grupo pertenecen la nueva Ciudad de la Justicia, el centro comercial Infante, el parque comercial Ronda Sur, la Ciudad del Transporte Miguel Caballero, el IES Ramón y Cajal, el CEE Santísimo Cristo de la Misericordia y el edificio Mapfre (edificio más alto de la pedanía), geriátricos y un tanatorio entre otros.
En cuanto al equipamiento propio de la pedanía, Los Dolores cuenta con un colegio con dos sedes de nombre CEIP Maestro Enrique Laborda, un pabellón polideportivo ubicado dentro del propio colegio, un campo de fútbol de tierra y varios locales dedicados, entre otros, a la asociación de mayores, centro de la mujer, centro de salud y alcaldía.

## Comunicaciones

### Autobús
El servicio de transporte público urbano es operado por TMP Murcia, que conecta la pedanía con la ciudad de Murcia.
| Línea | Recorrido                                 | Recorrido                                                                  | Recorrido                                                                  |
| ----- | ----------------------------------------- | -------------------------------------------------------------------------- | -------------------------------------------------------------------------- |
| 30    | Zeneta Cabezo de la Plata                 | Los Ramos - Torreagüera - Beniaján - Los Dolores - Murcia (Plaza Circular) | Los Ramos - Torreagüera - Beniaján - Los Dolores - Murcia (Plaza Circular) |
| 37    | El Bojar - Beniaján - San José de la Vega | Camino de Tiñosa Camino de los Pinos                                       | Los Dolores - Murcia (Plaza Cruz Roja)                                     |

### Por carretera
Son destacables las nuevas avenidas denominadas de Los Dolores y de Beniaján que junto al Camino de Tiñosa constituyen la principal puerta de entrada a Murcia desde varias de las pedanías de la Costera Sur así como desde los puertos Garruchal y San Pedro (Autovía RM-1).

## Patrimonio
Como patrimonio industrial la pedanía cuenta con una chimenea de ladrillo situada entre la avenida de la Región Murciana y el río Segura denominada Chimenea del Parra en alusión al nombre de la ya desaparecida fábrica de la que formaba parte. Dicha construcción está catalogada como Bien de Interés Cultural al igual otras chimeneas similares.

## Naturaleza
Gran parte del territorio de la pedanía se encuentra ocupada por la huerta que, sin embargo, sufre un constante retroceso debido a su escasa rentabilidad económica, siendo sustituidos los huertos primitivos por viviendas unifamiliares y chalets. A pesar de ello aún es posible observar algunos mamíferos como el erizo común o la musaraña gris; reptiles como la culebra de herradura, la salamanquesa común o la lagartija ibérica; insectos como el alacrán cebollero o el escarabajo rinoceronte; o el numeroso grupo compuesto por las aves donde, además de los muy comunes gorriones, jilgueros, verdecillos, verderones y mirlos, podemos destacar la presencia y nidificación de ejemplares de abubilla, cernícalo vulgar, mochuelo común y lechuza común.
Por otra parte, la presencia de los ríos Segura y Guadalentín y varias acequias y azarbes que surcan la pedanía dan lugar a un hábitat propicio para la nidificación de aves acuáticas como el ánade azulón o la focha común. Otras especies frecuentan estos cauces de agua, como es el caso de la garceta común, la garza imperial, el galápago leproso, la rana común, el barbo gitano y el cangrejo de río europeo.
En cuanto a la flora de la zona no hay una gran cantidad de árboles salvo los cultivados en los huertos (naranjos y limoneros principalmente) aunque aún sigue siendo habitual encontrar junto a los caminos y en los márgenes de los cursos de agua ejemplares de álamo negro, higuera, olmo, morera, palmera datilera y ciprés. También son comunes varias especies de arbustos y plantas herbáceas como la chumbera, la cola de caballo, la amapola, el diente de león y el vinagrillo entre otras muchas.

## Junta municipal
En cuanto a la organización política de la pedanía, pertenece administrativa y políticamente al ayuntamiento de Murcia y posee una junta municipal como ámbito descentralizado, donde se gestionan las infraestructuras básicas. La corporación de la junta tras las elecciones de 2015 está integrada por el Partido Popular (4 vocales), el Partido Socialista Obrero Español (2), Ciudadanos (2) y Cambiemos Murcia (1). En la actualidad, el alcalde pedáneo es D. Antonio Sánchez Lorente (Ciudadanos).

## Festejos y tradiciones
Dos son las celebraciones más sobresalientes en la pedanía, ambas vinculadas con la advocación mariana que le da nombre:
- Semana Santa: En la noche del Viernes de Dolores tiene lugar la procesión de las cinco hermandades que conforman la Cofradía de la Virgen de Los Dolores, cuyos mayordomos y penitentes visten completamente de color encarnado. Los estantes visten de diferente color según la hermandad, además de lucir las tradicionales enaguas, medias y esparteñas huertanas. Los pasos que procesionan son los siguientes:
  - Cruz de guía. Portada íntegramente por mujeres, no conforma una hermandad.
  - Nuestro Padre Jesús Nazareno, obra en madera para vestir atribuida a Nicolás de Bussy. Los estantes visten capuz y túnica de color morado.
  - Virgen de la Soledad, obra para vestir de José Sánchez Lozano. Los estantes lucen capuz y túnica de color negro.
  - Cristo del Perdón, talla de José Antonio Hernández Navarro. Los estantes visten capuz granate y túnica negra.
  - San Juan, talla de Francisco Liza Alarcón. Los estantes visten capuz y túnica de color verde.
  - Virgen de Los Dolores, obra de Carlos Rodríguez Galiano. Los estantes visten capuz y túnica de color encarnado.

En la noche de Jueves Santo sale la Procesión del Silencio de la Cofradía del Cristo de la Piedad, donde sólo procesiona el titular que es obra del Taller de Imaginería de Olot. Antes y después de Semana Santa tiene lugar el traslado en procesión de la Virgen de la Soledad desde la ermita de San Juan Bautista o de Las Canales hasta la iglesia parroquial de Los Dolores.
- Fiestas de Septiembre: suelen durar unos diez días y finalizan la semana del 15 (festividad de la Virgen de los Dolores). Entre otros festejos suelen ser habituales los torneos deportivos, desfile de carrozas, bando de la huerta, parrillada de convivencia, representaciones teatrales y diversas verbenas y galas que tienen lugar en el recinto de fiestas La Parranda, además de numerosos actos religiosos como triduos y procesión de la patrona.

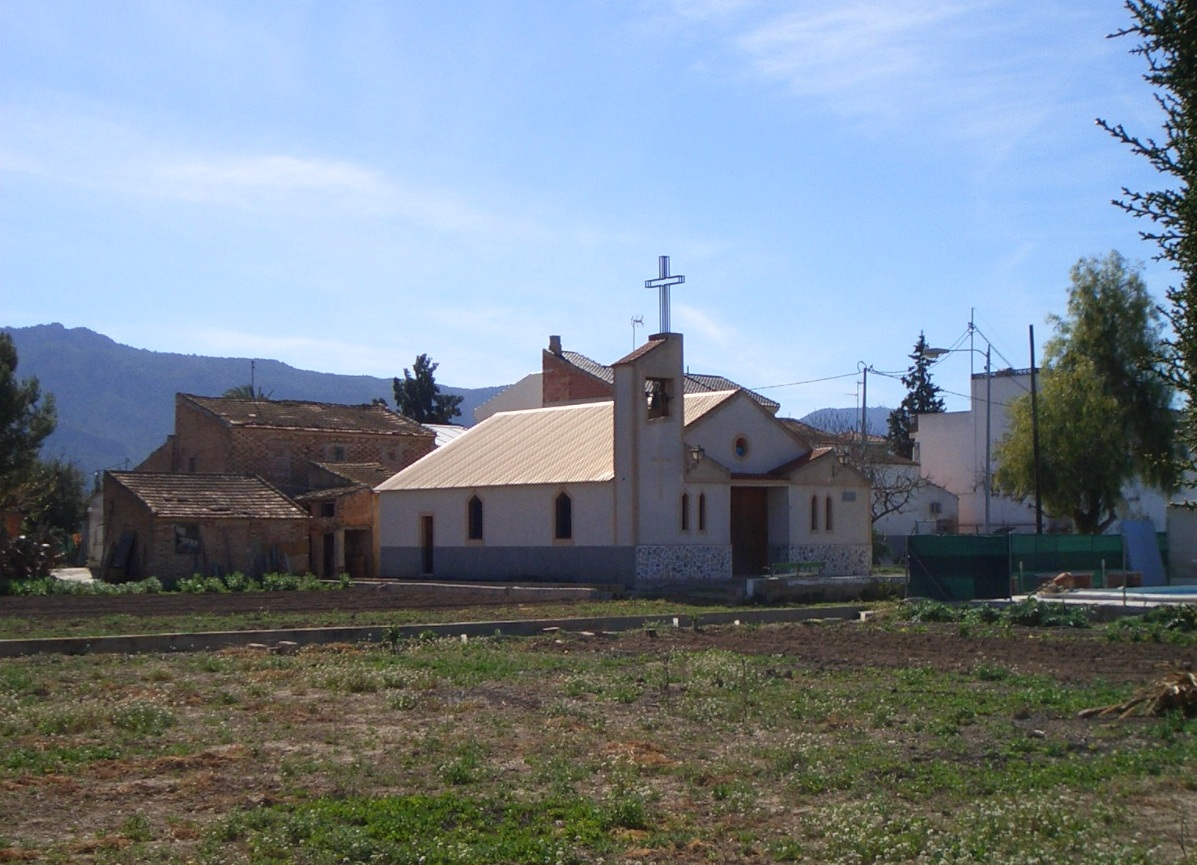
Ermita de San Juan Bautista

También es destacable la fiesta de la noche de San Juan con procesión y verbena en la ermita de San Juan Bautista, así como la fiesta de Santiago en el núcleo de La Azacaya. En este mismo paraje, en el antiguo meandro del Segura se celebra cada año la feria del Ganado, siendo uno de los actos principales de la Feria de Murcia.
En cuanto a las tradiciones, debido a la presencia de cuatro acequias (Alharilla, Alfande, Alguazas y Alquibla Norte) y dos azarbes (Sierpe y Malecón), en la huerta de Los Dolores siguen teniendo plena vigencia los usos y costumbres relativos a los turnos de riego (tandas) así como al mantenimiento de los cauces (mondas), todo ello regulado desde la Junta de Hacendados y el Consejo de Hombres Buenos de Murcia. Así mismo, tiene su sede en la pedanía la Peña Huertana El Mortero, protegiendo y manteniendo las costumbres propias de la huerta y enriqueciendo las fiestas con coros y danzas, campeonatos de bolos huertanos o la instalación del belén tradicional.